# Mede (Lombardei)
Mede ist eine norditalienische Gemeinde (comune) mit 6068 Einwohnern (Stand 31. Dezember 2023) in der Provinz Pavia in der Lombardei. Die Gemeinde liegt etwa 34 Kilometer westsüdwestlich von Pavia und etwa 23 Kilometer nordöstlich von Alessandria.

## Geschichte
Als Teil des Lehens über Lomello wird Mede erstmals 1157 erwähnt.
1928 wird die früher eigenständige Gemeinde Goido als Ortsteil nach Mede eingemeindet.

## Verkehr
Die Bahnstrecke Pavia–Torreberetti durchzieht die Gemeinde. In Mede befindet sich ein Bahnhof an dieser Strecke.

## Persönlichkeiten
- Regina Cassolo Bracchi (1894–1974), Bildhauerin